# Buulder Aa
Pour les articles homonymes, voir Aa.
Le Buulder Aa est une rivière néerlandaise dans le sud-est de la province du Brabant-Septentrional.

## Géographie
La source du Buulder Aa se trouve près de la frontière belgo-néerlandaise, à l'ouest de Budel. Ensuite, la rivière passe entre les villages de Budel et de Gastel et continue à l'est de Soerendonk. Au pont de la route de Soerendonk à Maarheeze, elle reçoit le ruisseau canalisé du Boschloop.
Près de Leende, le Buulder Aa rejoint le Strijper Aa pour former ensemble le Grote Aa.

## Source
- (nl) Cet article est partiellement ou en totalité issu de l’article de Wikipédia en néerlandais intitulé « Buulder Aa » (voir la liste des auteurs).